# Haret Ortega
Óscar Haret Ortega Gatica, noto semplicemente come Haret Ortega (Iguala, 19 maggio 2000), è un calciatore messicano, difensore del Juárez.

## Caratteristiche tecniche
È un difensore centrale.

## Carriera

### Club
Cresciuto nel settore giovanile dell'América, debutta in prima squadra il 24 gennaio 2019 in occasione dell'incontro di Copa MX vinto 1-0 contro l'Atlético San Luis; nel 2020 viene prestato al Toluca, che al termine della stagione lo acquista a titolo definitivo.

### Nazionale
Ha giocato nella nazionale messicana Under-17.
Nel 2021 ha giocato una partita nella nazionale maggiore messicana.

## Statistiche

### Presenze e reti nei club
Statistiche aggiornate al 10 agosto 2021.
| Stagione        | Squadra         | Campionato      | Campionato | Campionato | Coppe nazionali | Coppe nazionali | Coppe nazionali | Coppe continentali | Coppe continentali | Coppe continentali | Altre coppe | Altre coppe | Altre coppe | Totale | Totale |
| Stagione        | Squadra         | Comp            | Pres       | Reti       | Comp            | Pres            | Reti            | Comp               | Pres               | Reti               | Comp        | Pres        | Reti        | Pres   | Reti   |
| --------------- | --------------- | --------------- | ---------- | ---------- | --------------- | --------------- | --------------- | ------------------ | ------------------ | ------------------ | ----------- | ----------- | ----------- | ------ | ------ |
| 2018-2019       | América         | LMX             | 0          | 0          | CM              | 2               | 0               |                    | -                  | -                  |             | -           | -           | 2      | 0      |
| 2019-2020       | América         | LMX             | 3          | 0          | CM              | 0               | 0               |                    | -                  | -                  |             | -           | -           | 3      | 0      |
| 2020-2021       | Toluca          | LMX             | 18         | 1          | -               | -               | -               |                    | -                  | -                  |             | -           | -           | 18     | 1      |
| 2021-2022       | Toluca          | LMX             | 4          | 1          | -               | -               | -               |                    | -                  | -                  |             | -           | -           | 4      | 1      |
| Totale carriera | Totale carriera | Totale carriera | 25         | 2          |                 | 2               | 0               |                    | -                  | -                  |             | -           | -           | 27     | 2      |

## Palmarès

### Club

#### Competizioni nazionali
- Campionato messicano: 1

América: Apertura 2018
- Coppa del Messico: 1

América: Clausura 2019